# Družiniće
Družiniće (en serbe cyrillique : Дружиниће) est un village de Serbie situé dans la municipalité de Sjenica, district de Zlatibor. Au recensement de 2011, il comptait 10 habitants.
Družiniće se trouve dans un canyon de la rivière Uvac qui abrite  une colonie de vautours fauves. 

## Démographie
| 1948 | 1953 | 1961 | 1971 | 1981 | 1991 | 2002 | 2011 |
| ---- | ---- | ---- | ---- | ---- | ---- | ---- | ---- |
| 148  | 188  | 168  | 132  | 75   | 24   | 19   | 10   |

|  |